# Berenbrock (Erwitte)
Der Ort Berenbrock ist ein Dorf mit 315 Einwohnern in Nordrhein-Westfalen. Er ist ein Ortsteil der Stadt Erwitte und gehört zum Kreis Soest.

## Geographie
Berenbrock liegt 3 km westlich von Erwitte und 13 km östlich von Soest an der
Bundesstraße 1. Dortmund ist etwa 60 km, Paderborn 35 km entfernt.
Die Fläche des Ortes beträgt 3,45 km². Das Dorf liegt in einer breit und sanft nach Norden abfallenden Ebene, die durch den Westbach und den Ostbach gegliedert wird. Die Nachbarorte von Berenbrock sind im Norden Ebbinghausen und Norddorf, im Osten Stirpe, im Süden Völlinghausen und im Westen Schmerlecke. Der fruchtbare Lößboden in der Hellwegebene bildet eine natürliche Grundlage, so dass bis heute der Ort landwirtschaftlich geprägt ist.

## Geschichte
Die erste urkundliche Erwähnung des Ortes datiert aus dem Jahr 1225. Hermannus de Berenbruke tritt als Zeuge bei einer Gerichtsverhandlung im Nachbarort Völlinghausen auf. Auch in Berenbrock befand sich eine Gerichtsstätte der Freigrafschaft Erwitte, ein sogenannter Freistuhl. 1295 wird er erstmals genannt. In der Soester Fehde (1444–1449) werden mehrere Güter in Berenbrock verwüstet. Aus dem Jahr 1669 ist überliefert, dass der Ort aus zehn Höfen und elf Kotten bestand. 1869 ist in Berenbrock eine Volksschule eingerichtet worden, die bis 1968 bestanden hat.
Am 1. Januar 1975 wurde die bis dahin selbstständige Gemeinde Berenbrock im Zuge der kommunalen Neugliederung in Nordrhein-Westfalen ein Ortsteil der Stadt Erwitte. 1988 wurden offizielle Straßennamen eingeführt.

## Politik

### Ortsvorsteher
Rita Ahle (CDU)

### Wappen
Im Jahr 1989 erhielt Berenbrock ein nichtamtliches Wappen.
| Wappen von Berenbrock | Blasonierung: „Von Rot und Silber gespalten; vorn ein silberner viermal gegengezinnter Schräglinksbalken, hinten ein aufgerichteter, blauer Bär.“  |
| Wappen von Berenbrock | Wappenbegründung: Der Schrägbalken steht für die ehemals im Ort besitzhabende Familie von Schorlemer, der Bär ist ein sogenanntes redendes Symbol. |

## Kultur und Sehenswürdigkeiten

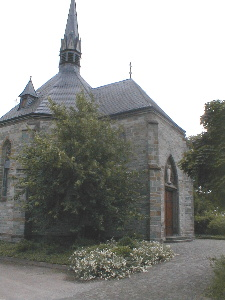
St.Ursula-Kapelle

Die im neugotischen Stil erbaute Kapelle des Ortes wurde 1907 zu Ehren der Heiligen Ursula geweiht und ist eine Filiale der Pfarrkirche St.Cyriakus in Horn. Ein besonderes Kleinod ist der Schellenbaum des örtlichen Schützenvereins, welcher der Inschrift nach aus dem Jahr 1840 stammt und schriftlich erstmals 1843 erwähnt wird.
Der Brauch des Dreikönigssingens wird in Berenbrock in einer besonderen Form begangen. Um den 6. Januar ziehen hier nicht Kinder von Haus zu Haus,
um für caritative Zwecke Geld zu sammeln, sondern drei als Könige gekleidete Männer, die ein Lied in plattdeutscher Sprache singen.
Seit 1998 verfügt Berenbrock über ein Jugendhaus, dieses ist ein Treffpunkt für die hohe Anzahl von Kindern und Jugendlichen in Berenbrock. Zehn Jahre später, im Jahr 2008, wurde das Jugendhaus renoviert um Attraktivität und Aktualität des Jugendhauses zu erhalten. Darüber hinaus ist es möglich, die Räumlichkeiten für Feiern zu mieten.
Ein kulturelles Ereignis Berenbrocks ist das jährlich stattfindende Karnevalsfest im Februar, welches lange vorbereitet wird durch ein Karnevalskomitee, das sich monatlich trifft, um Thema und Programm zu bestimmen.

## Vereine und Festlichkeiten
Der älteste Verein des Ortes ist der 1828 gegründete Schützenverein, welcher alle zwei Jahre ein Schützenfest mit traditionellem Vogelschießen, Umzug und Festball feiert.
Im Jahre 1977 wurde durch den Zusammenschluss der Sportschützen und der Tischtennisspieler der Sportverein Berenbrock gegründet.
Im Jahr 1996 gründeten 30 Jugendliche die Landjugend Berenbrock und schlossen sich damit der Katholischen Landjugend in der Diözese Paderborn an. 1998 wurde ein eigenes Jugendhauses eröffnet. Die Landjugend veranstaltet seit über zehn Jahren ein Fußballturnier, zu dem Jugendgruppen aus den umliegenden Ortschaften eingeladen werden. Auch das Osterfeuer und die Feldflurreinigung sind zwei regelmäßige Veranstaltungen des KLJB Berenbrock.